# فرودگاه واتی واتر
فرودگاه واتی واتر (به انگلیسی: Whatì Water Aerodrome) یک فرودگاه همگانی است که یک باند فرود آب دارد. این فرودگاه در کشور کانادا قرار دارد و در ارتفاع ۲۶۵ متری از سطح دریا واقع شده‌است.